# Märta Åsdahl Holmberg
Ella Märta Matilda Åsdahl Holmberg, född 24 augusti 1919 i Lekaryd, död 2 december 2008, var en svensk professor i tyska språket vid Göteborgs universitet.
Märta Åsdahl Holmberg avlade studentexamen i Växjö och filosofisk ämbetsexamen i nordiska språk, litteraturhistoria och tyska i Lund. Hon blev filosofie doktor vid Lunds universitet 1950 på avhandlingen Studien zu den niederdeutschen Handwerkerbezeichnungen des Mittelalters. Leder- und Holzhandwerker och var där i flera år verksam som docent. År 1960 tillträde hon en lektorstjänst vid Uppsala universitet och 1967 en forskartjänst vid Statens humanistiska forskningsråd. Hon efterträdde Torsten Dahlberg som professor i tyska språket vid Göteborgs universitet 1973.
Holmbergs forskningsintressen inkluderade främst medellågtysk filologi. Hon invaldes som ledamot av Vetenskapssocieteten i Lund 1958, av Kungliga Humanistiska Vetenskapssamfundet i Uppsala 1968, av Kungliga Vetenskaps- och Vitterhetssamhället i Göteborg 1974 och av Kungliga Vitterhetsakademien 1976.
Märta Åsdahl Holmberg var sedan 1947 gift med astronomiprofessorn Erik Holmberg.